# 409 pr. n. št.
Stoletja: 6. stoletje pr. n. št. - 5. stoletje pr. n. št. - 4. stoletje pr. n. št.
Desetletja: 460. pr. n. št. 450. pr. n. št. 440. pr. n. št. 430. pr. n. št. 420. pr. n. št. - 410. pr. n. št. - 400. pr. n. št. 390. pr. n. št. 380. pr. n. št. 370. pr. n. št. 360. pr. n. št.
Leta: 414 pr. n. št. 413 pr. n. št. 412 pr. n. št. 411 pr. n. št. 410 pr. n. št. - 409 pr. n. št. - 408 pr. n. št. 407 pr. n. št. 406 pr. n. št. 405 pr. n. št. 404 pr. n. št.

## Dogodki
- Antična Kartagina napade sicilske Grke.